# November 2006
| november 2006 |
| - Ob dnevu spomina na mrtve so bile po vsej Sloveniji spominske slovesnosti, ljudje pa so obiskovali grobove svojih bližnjih . - Evropski poslanec Lojze Peterle je potrdil, da namerava kandidirati na volitvah za predsednika republike s podporo skupine volivcev . - Neznani moški je pred obiskom papeža Benedikta XVI. v Turčiji streljal pred italijanskim konzulatom v Carigradu . - Na pariškem letališču Charles de Gaulle so odpustili 27 letaliških delavcev, ker naj bi bili povezani z islamskimi skrajneži . - Izraelska vojska je v nočnem letalskem napadu na območju Gaze ubila štiri vojake palestinskega gibanja Hamas . V streljanju na živi zid pred mošejo v Gazi so izraelski vojaki ubili Palestinki . - Sudanska vojska vztrajno nasprotuje namestitvi sil ZN-a v pokrajini Darfur, je v Pekingu povedal sudanski predsednik Omar Al Bašir . - V Pekingu poteka tridnevni kitajsko-afriški vrh, na katerem je glavna tema pogovorov krepitev gospodarskih odnosov . - Ameriška administracija je na spletu objavila vrsto iraških dokumentov, večinoma v arabščini, ki med drugim pojasnjujejo postopek izdelave atomske bombe, pa tudi strupenih živčnih plinov kot sta sarin in tabun, je na svoji spletni strani danes opozoril ameriški časnik New York Times. Vlada naj bi stran postavila marca lani z namenom, da bi ji javnost pomagala pregledati obsežen arhiv dokumentov, katerega vladni prevajalci niso uspeli v celoti preučiti . - Mariborski nadškof Franc Kramberger je prejel zlati red za izjemne zasluge za Slovenijo na civilnem, kulturnem in humanitarnem področju in za 25 let ordinariata . - Italijanskega fotografa Gabriela Torsella, ki so ga pretekli mesec ugrabili v Afganistanu, so ugrabitelji izpustili . - Izrael nadaljuje vojaško operacijo na severu Gaze. V zadnjih napadih je bilo ubitih šest Palestincev, med njimi štirje skrajneži . - Ljudska republika Kitajska je napovedala, da bo podvojila pomoč Afriki in ji v naslednjih treh letih odobrila za 5 milijard dolarjev posojil . - Odločitev o prihodnjem statusu Kosova bo verjetno sprejeta naslednje leto po volitvah v Srbiji, meni generalni sekretar ZN-a Kofi Annan . - Ob obletnici zavzetja ameriškega veleposlaništva pred 27 leti je v Teheranu na tisoče Irancev protestiralo proti ZDA . - Na dan narodne enotnosti so se v številnih ruskih mestih zbrali skrajni desničarji in protestirali proti priseljencem . - V ZDA kar ni konca spolnih škandalov. Znani pastor Ted Haggard je priznal, da je kupoval mamila od prostituta, a zanika spolne odnose z njim . - Sadam Husein je bil ob pokolu 148 šiitov v iraški vasi Dudžail leta 1982 spoznan za krivega zločina proti človečnosti in obsojen na smrt z obešenjem. - Afganistan je letos podrl rekord v pridelavi opija, saj so ga pridelali 6.100 ton, iz katerih so lahko pridobili 610 ton heroina . - Skoraj istočasni bombni eksploziji sta v indijski provinic Asam zahtevali najmanj petnajst žrtev . - Slovenski karateisti so dobro nastopili na 13. mednarodnem spominskem turnirju v Slavonskem Brodu, saj so se v domovino vrnili s sedmimi kolajnami. V konkurenci 380 tekmovalcev iz 45 klubov je nastopilo tudi 29 Slovencev . - Na Kongresnem trgu v Ljubljani je potekal sklepni dogodek kongresa Evropske koalicije onkoloških bolnikov, prireditev Skupaj proti raku . - Na avtocesti pri Grosupljem se je zaradi vožnje v napačno smer zgodila huda prometna nesreča, v kateri sta umrla dva človeka . - Laboratorijski izvidi so potrdili, da je slovenska krava, ki so jo odpeljali na zakol v Avstrijo, okužena z BSE . - Italijansko sodišče je obsodilo prvega krivca za teroristični napad v Madridu leta 2004. Obsojeni Egipčan Rabej Osman Sajed Ahmed, znan tudi kot Mohamed Egiptovski, bo v zaporu deset let . - Italijanska policija je v Rimu in drugih italijanskih mestih razbila pedofilsko mrežo, ko je aretirala 32 domnevnih pedofilov . - Minister za zdravje Andrej Bručan je napovedal, da naj bi do leta 2015 v Ljubljani zgradili nov Klinični center, vreden 269 milijonov evrov . - Umrl je petkratni turški premier Bulent Ecevit. Po navedbah zdravnikov so mu odpovedala dihala in obtočila . - V ZDA so potekale volitve 435 članov predstavniškega doma zveznega kongresa, 33 od skupaj 100 senatorjev in 36 guvernerjev zveznih držav. - Delni izidi volitev v Tadžikistanu kažejo, da je zdajšnji predsednik države Emomali Rahmonov dobil skoraj 80 odstotkov glasov . - Generalna skupščina ZN-a je odločila, da Panama postane peta nestalna članica Varnostnega sveta za dve leti . - Sever Japonske je prizadel hud tornado, ki je zahteval devet smrtnih žrtev, ranjenih pa je več kot 20 ljudi . - Po večdnevni ofenzivi, v kateri je bilo ubitih 52 Palestincev in en izraelski vojak, se je izraelska vojska umaknila iz Bejt Hanuna . - Po demokratski zmagi in republikanskem porazu na kongresnih volitvah v ZDA je odstopil ameriški obrambni sekretar Donald Rumsfeld, predsednik Bush je za njegovo zamenjavo predlagal Roberta Gatesa . - Srbski parlament je na slovesni seji razglasil novo ustavo, ki so jo že potrdili tako poslanci kot volivci na referendumu . - Skrajneži v Pakistanu so se maščevali za napad na versko šolo in poslali samomorilskega napadalca, ki je ubil 42 vojakov . - V izraelskem obstreljevanju mesta Bejt Hanun v Gazi je umrlo 18 civilistov, med njimi tudi štiri ženske in sedem otrok . - Nagrado Večernica za najboljše slovensko mladinsko literarno delo v letu 2006 je dobil Dušan Dim za delo Distorzija. - Slovenski predsednik Drnovšek in hrvaški predsednik Stipe Mesić sta se sešla na rednem delovnem srečanju, namenjenim aktualnim vprašanjem . - Državni zbor Republike Slovenije je izglasoval veto na zakon o imenovanju ravnateljev, ki izenačuje vpliv zaposlenih z vplivom staršev in političnih strank . - Ameriškega ostrostrelca 21-letnega Lee Boyda Malvoja je sodišče ponovno obsodilo na dosmrtno ječo zaradi šestih umorov, ki so bili del morilskega pohoda ostrostrelcev v okolici ameriške prestolnice Washington leta 2002 . - Mila Djukanovića bo na mestu črnogorskega premierja nasledil nekdanji pravosodni minister Željko Šturanović (RTV Slovenija). - V letošnjem študijskem letu je v visokem šolstvu vpisanih 91.582 dodiplomskih študentov, kar je 622 manj kot lani (RTV Slovenija). - Med Litijo in Čatežem je bil tradicionalni pohod po Levstikovi poti, ki naj bi se ga udeležilo okoli 15.000 pohodnikov (RTV Slovenija). - V Sloveniji je potekal drugi krog lokalnih volitev. (RTV Slovenija) - Volivci v Južni Osetiji so se na referendumu, ki ga je podprla Rusija, zahod pa mu je nasprotoval, izrekli za neodvisnost od Gruzije. (Reuters) - V eksploziji v premogovniku v pokrajini Šansi na severnem Kitajskem je umrlo vsaj 24 rudarjev. (The Australian) - V trčenju vlakov blizu Cape Towna v Južni Afriki je umrlo vsaj 20 ljudi. (BBC News) - Južna Afrika je postala prva afriška država, ki dovoljuje poroke ali zunajzakonske zveze istospolnih partnerjev (RTV Slovenija). - V Moskvi so neznanci z dvema streloma v glavo ubili generalnega direktorja ruskega sklada inštituta za nafto Zelimkana Magomedova (RTV Slovenija). - Ameriški predsednik George Bush vztraja, da bodo na odhod ameriških čet iz Iraka vplivale razmere v državi, in ne dnevna politika (RTV Slovenija). - britanski premier Tony Blair opozarja, da je sodelovanje Irana in Sirije bistveno za stabilne razmere na Bližnjem vzhodu (RTV Slovenija). - Arabska televizija Al Džazira je začela oddajati 24-urni program v angleščini in bo tako predstavljala drugačen pogled na dogajanje v svetu (RTV Slovenija). - Po silovitem potresu v severnem delu Tihega oceana sta severni japonski otok Hokaido dosegla manjša cunamija (RTV Slovenija). - Šeststranska pogajanja o jedrskem programu Severne Koreje naj bi se po besedah ameriškega diplomata znova začela v začetku decembra (RTV Slovenija). - Umrl je Nobelov nagrajenec za ekonomijo Milton Friedman (CNNMoney.com) - Po zmagi demokratov v ZDA je Nancy Pelosi postala prva ženska predsednica predstavniškega doma (24 ur). - Pakistanski parlament je danes sprejel dopolnila k spornemu zakonu, ki je za zločin zunajzakonskih spolnih odnosov predpisoval bičanje in kamenjanje do smrti (Večer). - Pakistan je izvedel poskusno izstrelitev balistične rakete gauri V, ki ima doseg 1300 kilometrov in lahko nosi jedrsko konico (24 ur). - Palestinci so v sredo sprožili novo obstreljevanje Izraela z raketami tipa kasam, pri tem pa je bila v Sderotu ubita Izraelka, več pa jih je bilo ranjenih (Večer). - V okolici Ambrusa prebivalci stražijo dostope do morebitnih bivalnih lokacij preseljene romske družine Strojan (RTV Slovenija). - Neznanci so na poslopje v lasti občine Izola, v katerem ima sedež več strank, tudi SD, ponoči odvrgli neznano vnetljivo snov (RTV Slovenija). - Ministrstvo za delo republike Slovenije je predstavilo osnutek strategije za dvig rodnosti, ki predvideva plačevanje splava, razen če je ogroženo zdravje matere (RTV Slovenija). - Sudanska vlada je privolila v mirovno misijo v Darfurju, v kateri bodo sodelovali Združeni narodi in Afriška unija (RTV Slovenija). - Segolene Royal bo na francoskih predsedniških volitvah prihodnje leto kandidatka socialistične stranke (RTV Slovenija). - Za posledicami Alzheimerjeve bolezni je umrl sloviti madžarski nogometaš Ferenc Puskás (BBC). - Nizozemska vlada je podprla osnutek zakona, ki bi muslimankam prepovedal popolno zakrivanje obraza v javnosti (RTV Slovenija). - Ameriški vojak, ki je posilil in umoril 14-letno iraško deklico ter umoril njeno družino, je bil obsojen na dosmrtno ječo (RTV Slovenija). - Predlog za plačevanja splava v okviru Strategije za dvig rodnosti je izzval proteste pred ministrstvom za delo, družino in socialne zadeve (RTV Slovenija). - V Melbournu poteka zasedanje skupine industrijsko najbolj razvitih držav G-20, ki ga že cel dan spremljajo množične demonstracije (RTV Slovenija). - Generalna skupščina ZN-a je z veliko večino sprejela resolucijo, ki poziva k ustavitvi nasilja med Izraelci in Palestinci (RTV Slovenija). - Ameriško obrambno ministrstvo naj bi v vojaškem oporišču Guantanamo na Kubi načrtovalo gradnjo sodnega kompleksa (RTV Slovenija). - Poplave v Afganistanu, ki so sledile močnemu deževju, so zahtevale najmanj 64 smrtnih žrtev (24 ur). - V Kranju je potekala zadnja tekma svetovnega pokala v športnem plezanju. Zmagala je Maja Vidmar pred Angelo Eiter in Natalijo Gros. - V indonezijski prestolnici Džakarti se je dan pred obiskom ameriškega predsednika Georga Busha zbralo več tisoč protestnikov (RTV Slovenija). - Umrl je Ernest Aljančič starejši, pionir hokeja na ledu v Sloveniji. (SiOL Sportal) - Eksplozija v iraškem mestu Hila je zahtevala 22 žrtev, odjeknilo pa je tudi v Bagdadu, kjer so umrle štiri osebe (24 ur). - Minister Milan Zver bo premierju Janši predlagal razrešitev z mesta predsednika vladne komisije za zaščito romske etnične skupnosti Slovenija). - Slovenski politični vrh se je udeležil sprejema na Sedovu, največji šolski jadrnici na svetu, ki bo v Kopru zasidrana do torka (RTV Slovenija). - V Iraku so oboroženi neznanci na njegovem domu ugrabili namestnika iraškega ministra za zdravstvo Amarja Al Safarja (RTV Slovenija). - Človekoljubne organizacije so začele obširno akcijo, v kateri bodo pomagale 1,8 milijonom Afričanom, ki so jih prizadele poplave (RTV Slovenija). - V Kazahstanu se je zaradi malomarnosti zdravnikov z aidsom okužilo 80 otrok, osem jih je že umrlo (24 ur). - Evropska komisija je sprejela predlog o prepovedi uvoza, izvoza in prodaje mačjega in pasjega krzna v Evropski uniji (RTV Slovenija). - Zamaskirani nekdanji dijak je vdrl v srednjo šolo v Emsdettnu na zahodu Nemčije, streljal na učiteljico in neznano število dijakov, potem pa storil samomor (RTV Slovenija). - Delavci na gorenjski avtocestni trasi so pri Lescah našli okostja ljudi, za katere se za zdaj domneva, da so bili usmrčeni leta 1945 (RTV Slovenija). - Najhujšega nemškega serijskega morilca po 2. svetovni vojni, Stephana Letterja, so obsodili na dosmrtno ječo (24 ur). - V Los Angelesu je umrl Robert Altman, ameriški filmski režiser (*1925). - Evropska unija, ZDA, Rusija, Ljudska republika Kitajska, Južna Koreja, Japonska in Indija so v Parizu slovesno podpisale uradni sporazum o gradnji fuzijskega reaktorja ITER. - V Bejrutu so neznanci v atentatu ubili libanonskega ministra za industrijo Pierra Gemayela (RTV Slovenija). - Irak in Sirija sta v Bagdadu objavila, da bosta po več kot 20 letih obnovila medsebojne diplomatske odnose (RTV Slovenija). - V požaru, ki je izbruhnil na tržnici v Gvatemala Cityju, je umrlo 15 ljudi. V Nikaragvi je drevo ubilo 11 ljudi (RTV Slovenija). - Indija in Ljudska republika Kitajska sta se sporazumeli, da bosta podvojili obseg medsebojne trgovine in rešili obmejni spor (RTV Slovenija). - Predsednik države Janez Drnovšek je za varuhinjo človekovih pravic predlagal psihiatrinjo Zdenko Čebašek - Travnik. - Poljski reševalci so vso noč zaman skušali rešiti 15 rudarjev, ki so po eksploziji plina ostali zakopani okoli kilometer pod zemljo v rudniku Rudi Sluski, približno 300 km jugozahodno od Varšave (RTV Slovenija). - Nekdanji ruski vohun Aleksander Litvinenko je umrl zaradi zastrupitve z radioaktivnim polonijem 210, ki so ga našli v njegovem urinu (24 ur). - Ruanda je prekinila diplomatske vezi s Francijo in francoskemu veleposlaniku ukazala, da mora v 24 urah zapustiti državo (RTV Slovenija). - Iraški uporniki so v Bagdadu napadli sunitski del mesta in požigali mošeje in domove. Pri tem je umrlo vsaj 30 ljudi (RTV Slovenija). - Zaradi bombnega preplaha so morali na Severnem Irskem prekiniti sejo parlamenta, politiki pa so morali zapustiti poslopje parlamenta (RTV Slovenija). - Petra Majdič je zmagovalka tekme za svetovni pokal, šprinta v klasični tehniki, v finskem Kuusamu (RTV Slovenija). - V Ljubljani je umrla slovenska sopranistka Irena Baar (RTV Slovenija). |